# Siegfried Lorenz
Siegfried Lorenz, né le 26 novembre 1930 à Annaberg, est un ancien fonctionnaire de la FDJ et du SED. Il était membre du bureau politique du comité central du SED et premier secrétaire de la direction du district de Karl-Marx-Stadt.

## Biographie

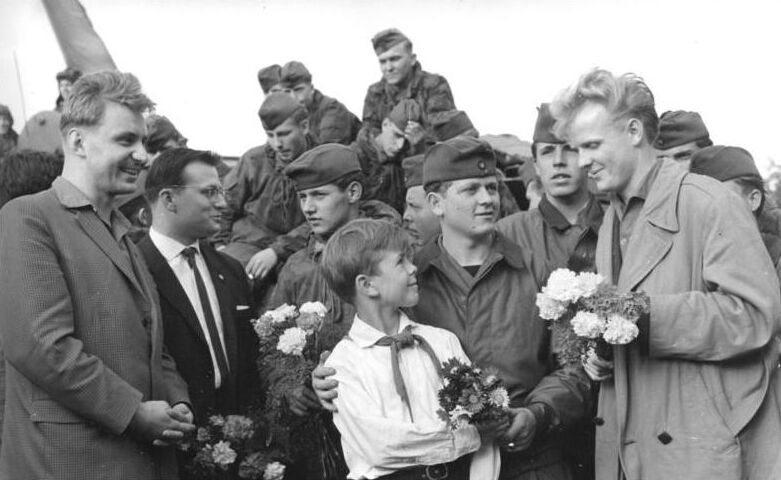
Siegfried Lorenz, Premier Secrétaire de la Direction du Comté de Berlin de la FDJ, présent pour le passage des jeunes au Service frontalier pour la RDA (22 août 1961, Berlin-Est)

Siegfried Lorenz est le fils d’un teinturier et d’une couturière. Après avoir étudié à l’école primaire de 1944 à 1945, il a travaillé comme auxiliaire agricole et garçon de courses.
Il a rejoint le SPD en 1945 et la FDJ en 1946 et est devenu membre du SED après l’union forcée du SPD et du KPD en 1946. Il a travaillé en 1946 à la direction de la ville d’Annaberg et a été secrétaire de la direction de cette même ville de 1946 à 1947. En 1947, il a fréquenté l’école de commerce d’Annaberg, puis en 1948/49, il a rejoint les facultés ouvrières et paysannes de Chemnitz et de Leipzig et a étudié les sciences sociales à l’université de Leipzig jusqu’en 1951. Il a ensuite été directeur du département des jeunes étudiants au conseil central de la FDJ jusqu’en 1953. Après des études à l’école départementale de Berlin. Il a été secrétaire du ministère de l’agitation et de la propagande de 1954 à 1956 à la direction départementale de la FDJ à Berlin. Après avoir poursuivi ses études à l’université de Karl Marx, il est diplômé en sciences sociales Il a été deuxième secrétaire depuis janvier 1958 et premier secrétaire de la direction de la FDJ à Berlin de 1961 à 1965. De 1958 à 1967, il a également été conseiller municipal et candidat ou membre de la direction du district du SED de Berlin.
De 1961 à 1976, il a été membre du Conseil central de la FDJ et de 1963 à 1967, il est représentant de Berlin, et jusqu’en 1990, membre et président de la Chambre du Peuple. . De 1966 à 1976, il a dirigé le département de la jeunesse du Comité central de la SED. Il est devenu candidat en 1967 et membre du comité central du SED en 1971. De mars 1976 à novembre 1989, Lorenz a été Premier Secrétaire de la Direction de Karl-Marx-Stadt. Le 20/21 janvier 1990, son appartenance à la SED a été confirmée par la commission centrale d’arbitrage du parti.

## Condamnation pour complicité de meurtre
Lors du dernier procès des membres de l’ancien parti du SED à propos des tirs mortels sur le mur de Berlin, le Tribunal régional de Berlin a jugé Lorenz, le 6 août 2004, complice du triple meurtre de Michael Bittner, Lutz Schmidt et Chris Gueffroy et a été condamné à 15 mois de prison avec sursis,.

## Distinctions
- 1964, 1969 et 1973 : Ordre du mérite patriotique
- 1975 : Kampforden „Für Verdienste um Volk und Vaterland“
- 1980 : Ordre de Karl Marx
- 1984 : Bannière du travail